# Roberta Haynes
Roberta Haynes, született Schack (Wichita Falls, Texas, 1927. augusztus 19. – Delray Beach, Florida, 2019. április 4.) amerikai színésznő.

## Élete és pályafutása
A texasi Wichita Fallsban született 1927. augusztus 19-én William és Jewel Schack gyermekeként. Torontóban, majd Kaliforniában nőtt fel. Jelentős szerepe volt az 1952-es a The Fighter, az 1953-as a Visszatérés a Paradicsomba (Return to Paradise), a Gun Fury, a The Nebraskan, az 1957-es a Hell Ship Mutiny és az 1967-es a A játéknak vége (Point Blank) című filmekben. 1954-ben, a koreai háború idején egy szórakoztató csoport tagjaként az amerikai katonai csapatokat szórakoztatta.

## Filmjei
Mozifilmek
- Kopogj valamelyik ajtón! (Knock on Any Door) (1949)
- We Were Strangers (1949)
- The Fighter (1952)
- Visszatérés a Paradicsomba (Return to Paradise) (1953)
- Gun Fury (1953)
- The Nebraskan (1953)
- Hell Ship Mutiny (1957)
- A játéknak vége (Point Blank) (1967)
- Szerencsevadászok (The Adventurers) (1970)
- The Martlet's Tale (1970)
- Valdez közeleg (Valdez Is Coming) (1971)
- Micsoda házasság! (Pete 'n' Tillie) (1972)
- Rendőrakadémia 6. – Az ostromlott város (Police Academy 6: City Under Siege) (1989)
- The Copper Scroll of Mary Magdalene (2004, dokumentumfilm)

Tv-filmek
- The Rules of Marriage (1982)
- The Secret Life of Kathy McCormick (1988)

Tv-sorozatok
- Starring Boris Karloff (1949, egy epizódban)
- Somerset Maugham TV Theatre (1951, egy epizódban)
- Rebound (1952, két epizódban)
- Sherlock Holmes (1955, egy epizódban)
- Captain Gallant of the Foreign Legion (1955, egy epizódban)
- Crusader (1956, két epizódban)
- Casablanca (1956, egy epizódban)
- Conflict (1956, egy epizódban)
- Climax! (1957, egy epizódban)
- M Squadv (1957, egy epizódban)
- Matinee Theatre (1957–1958, két epizódban)
- The United States Steel Hour (1958, egy epizódban)
- Studio One (1958, egy epizódban)
- Behind Closed Doors (1959, egy epizódban)
- The Lawless Years (1959, egy epizódban)
- Not for Hire (1959, egy epizódban)
- One Step Beyond (1959, egy epizódban)
- Black Saddle (1959, egy epizódban)
- Richard Diamond, Private Detective (1959, egy epizódban)
- The Man and the Challenge (1960, egy epizódban)
- Lawman (1960, egy epizódban)
- The Rebel (1960, egy epizódban)
- Hawaiian Eye (1960, egy epizódban)
- Johnny Staccato (1960, egy epizódban)
- The F.B.I. (1973, egy epizódban)
- Knots Landing (1982, egy epizódban)
- Falcon Crest (1986, egy epizódban)
- Knight Rider (1986, egy epizódban)